# 萧瀚 (画家)
萧瀚（1945年—），安徽芜湖人，中国当代画家，中国美术家协会会员。

## 生平
1968年毕业于安徽师范大学艺术学院。1987年任安徽省东方绘画研究院院长。1989年旅居德国，其作品于德国多个美术馆及画廊展出。2001年首次进入香港苏富比拍卖“成交价前十名”行列。2013年单幅作品首次拍卖成交过千万人民币，并以3163万元的总成交额荣登“2013胡润艺术榜”第59位。2017年10月，萧瀚美术馆于安徽芜湖开馆。

## 主要画展

### 个展
- 1988年 奥斯特霍兹大厅，德国沃布斯维德国际艺术村
- 1990年 阿根廷美术馆
- 1992年 彼•芬克画廊，德国慕尼黑
- 1993年 长流画廊，台北
- 1997年 孙中山纪念馆中山画廊；台湾历史博物馆，台湾
- 1998年 “积禅50艺术空间”个展，台湾高雄
- 2000年 万芳画廊，台北
- 2001年 “刘大为、萧瀚现代水墨画展”，德国柏林会议大厦
- 2002年 “萧瀚积彩色调水墨画展”，中国美术馆中央圆厅、上海美术馆、广州艺术博物馆、深圳关山月美术馆、甘肃美术馆、山东省美术馆

### 群展
- 1979年 全国美术优秀作品展览，中国美术馆
- 1984年 全国美术作品展览，上海美术馆；江苏省美术馆
- 1989年 科隆国际艺术画廊博览会大展
- 1994年 国际华人精英水墨画巡回展，德国慕尼黑、不伦瑞克、不莱梅、卡塞尔、奥斯纳布吕克、麦帕、菲尔顿、乌柏塔等市
- 1999年 深圳国际水墨画双年展
- 2005年 北京首届国际双年展
- 2007年 北京第二届国际双年展

## 艺术成就
- 1995年，《欧洲之春》三联画为欧洲理事会议会大厦秘书长克奈贝斯办公室收藏。
- 2006年，受德国总统克里斯迪安•伍尔夫接见，《黄山云起图》为政府收藏。
- 2009年，《黄山三十六峰》为国民党名誉主席连战收藏[4]。